# Xabier Anduaga
Xabier Anduaga Martínez (San Sebastián, 5 de junio de 1995) es un tenor de ópera y zarzuela español. Ganador del primer premio, tanto de ópera como de zarzuela, del concurso Operalia celebrado en Praga en 2019. En 2021, obtuvo el primer premio del International Opera World, en la categoría de Mejor Cantante Joven de 2020.

## Trayectoria
Comenzó a cantar en el Orfeón Donostiarra a los ocho años, donde a los quince era solista. Estudió en la Escuela Superior de Música Musikene de 2014 a 2018. Se ha formado con Elena Barbé y posteriormente, también con Maciej Pikulski. Ha recibido clases magistrales de Ernesto Palacio, Alberto Zedda, Eytan Pessen, Ana Luisa Chova y Juan Diego Flórez. En 2016, entró en la Academia Rossiniana de Pesaro de la mano de su director Alberto Zedda, Ese mismo año, debutó en la esfera internacional con el Cavalier Belfiore en la ópera El viaje a Reims de Rossini y en la nacional, con el Príncipe Don Ramiro en La Cenicienta de Rossini en el Teatro Arriaga de Bilbao. Posteriormente apareció en Le siège de Corinthe de Rossini y con otros papeles en el Rossini Opera Festival.
A partir de ese momento, comenzó a interpretar en teatros y festivales de todo el mundo, los principales roles rossinianos y donizettianos como Conte Almaviva en El Barbero de Sevilla, Fenton de Falstaff, Lindoro en La italiana en Argel, Lord Arturo en Lucía de Lammermoor, Ernesto en Ricciardo e Zoraide, Leicester en Il Castello di Kenilworth, Gennaro en Lucrezia Borgia, Nemorino en El elixir de amor, Ernesto en Don Pasquale o la Petite Messe Solennelle'.
Además de los escenarios ya citados, ha pisado el Teatro Mijaílovski de San Petersburgo, Müpa de Budapest, Teatro Colón de Buenos Aires, Teatro Filarmónico de Verona, Rossini Opera Festival de Pesaro, la Asociación Gayarre Amigos de la Ópera (AGAO), Musikverein de Viena, Teatro de los Campos Elíseos, Festival de Ópera Donizetti de Bérgamo, Ópera Estatal de Hamburgo, Teatro Verdi de Padua, Ópera Estatal de Hamburgo, Ópera de París, Centro Nacional de las Artes Escénicas de Pekín, Teatro Regio de Parma, Ópera de Rouen, Teatro Principal de Palma de Mallorca, Teatro Regio de Turín, Palacio de las Arttes Reina Sofía de Valencia, Teatro Real de Madrid, ABAO Olbe, Maggio Musicale Fiorentino, Royal Opera House.
El 21 de junio de 2022, dio su primer recital en el Teatro de la Zarzuela acompañado por el pianista Giulio Zappa, con un programa compuesto por romanzas de zarzuela y canciones escritas por Federico Moreno Torroba, José María Usandizaga, Jesús Guridi, José Serrano, Jacinto Guerrero, Amadeo Vives, Pablo Sorozábal, Francisco Alonso, María Gréver y Agustín Lara.

## Reconocimientos
En 2017, obtuvo el quinto premio en la 54 edición del Concurso Internacional de Canto Francisco Viñas, uno de los concursos de canto más antiguos y prestigiosos del mundo, cuya prueba final tiene lugar en el Gran Teatro del Liceo.
En 2019, logró el primer premio en las categorías de ópera y de zarzuela, del concurso Operalia.
En 2021, fue ganador del premio International Opera World, considerado el Oscar del género, en la categoría de Mejor Cantante Joven de 2020.
También en 2021, fue considerado Mejor cantante joven en la tercera edición de los Premios Ópera XXI, que están reconocidos como los más importantes de la lírica en España, por su fulgurante carrera nacional e internacional. En la rueda de prensa en la que se dieron a conocer los nombres de los ganadores celebrada en el Teatro de la Zarzuela de Madrid, se explicó que el objetivo de esa edición era poner en valor la excelencia de la temporada lírica 2019-2020 que no pudo discurrir como estaba previsto por la pandemia de COVID-19. Anduaga, que no pudo asistir a la velada de entrega de premios, encargó a la revista Shangay que lo recogiera en su nombre y se lo dedicó a la comunidad LGBT.
Recibió además el premio de la revista Ópera Actual, por ser el intérprete joven español más prometedor de 2021.
La XXXII edición de los premios El Ojo Crítico de Radio Nacional de España lo eligió ganador de la categoría de Música Clásica por ser uno de los mejores tenores de 2021 a una edad sorprendente.